# Юси
Юси — назва літер первісних глаголиці й кирилиці, де юси позначали носові голосні.

## Історія

### Етимологія
Етимологія слова «юс» неясна. З огляду на те, що в «Паризькому абецедарії» («Abecedarium bulgaricum») «юсом» названа літера «ю», можна припустити, що це первісно так називалася саме вона, а перенесення назви на знаки для носових сталося вже за часів Київської Руси, де носові голосні зникли вже до XI ст.

### Фонетична природа
У староцерковнослов'янській мові в І-му тисячолітті н. е. існували носові голосні — звуки, під час вимовляння яких повітря проходило як через ротову, так і через носову порожнини. Вони були успадковані старослов'янською з праслов'янської мови, де виникли зі сполучень голосних з наступними сонорними *m, *n у закритих складах: сполучення *en, *in, *em, *im дали носовий переднього ряду, сполучення *an, *on, *un, *am, *om, *um — носовий непереднього ряду. У праслов'янській фонетичній транскрипції носовий переднього ряду позначають як *ę, непереднього — як *ǫ (їхні йотовані варіанти відповідно *ję, *jǫ).
У глаголиці і ранній кирилиці для передавання носових були передбачені особливі літери. У кирилиці це були Ѧ, («юс малий») і Ѫ, («юс великий»), йотовані варіанти мали накреслення Ѩ, Ѭ. Втім, існує малопереконлива гіпотеза (М. С. Трубецькой та ін.), що Ѭ позначав носовий [ö], a Ѩ — носовий [а]. У найдавнішому варіанті глаголиці, очевидно, були лише два знаки для носових: у давніх абеткових молитвах (початкові літери яких розташовувалися за порядком літер в алфавіті) присутні лише два молитовні стихи на «юси».
Щодо основного звукового характеру звуків, позначуваних цими літерами, то для юса малого переконливо приймається голосний типу носового [е] (переднього ряду), а для юса великого — типу носового [о] (непереднього ряду). Першим природу «юсів» як носових голосних визначив російський філолог О. Х. Востоков, виклавши своє відкриття у праці «Разсужденіе о славянскомъ языкѣ», написаній ним у 1820 році (опублікована в 1856, повністю — у 1865). Цього висновку науковець дійшов, порівнюючи старослов'янські лексеми зі словами сучасної польської мови, де носові збереглися до теперішніх часів. У більшості випадків «малому юсу» відповідав носовий ę, а «великому» — носовий ą:
| Староцерковнослов'янська мова | Польська мова | Староцерковнослов'янська мова | Польська мова |
| ----------------------------- | ------------- | ----------------------------- | ------------- |
| зѫбъ                          | ząb           | пѧть                          | pięć          |
| мѫжь                          | mąż           | десѧть                        | dziesięć      |
| голѫбь                        | gołąb         | свѧтыи                        | święty        |
| ѫзъкыи                        | wąski         | ѩзыкъ                         | język         |
| сѫтъ                          | są            | агнѧ                          | jagnię        |

Проте, не у всіх випадках польському ę відповідає ѧ, а польському ą — ѫ. Так, на місці праслов'янського *ǫ ми спостерігаємо як ą, так і ę (ręka — «рука», mogę — «можу», mężowie — «мужі», але rąk — «рук», mogą — «можуть», mąż — «муж»), так само на місці давнього *ę може бути як ę, так і ą (rąd — «ряд»). Ця невідповідність пов'язана з низкою фонетичних процесів у польській мові, що включають перехід ę > *ǫ (у межах «лехітської переголосовки»), злиття *ę і *ǫ в звуку [ą], і подальший перехід короткого [ą] в носовий [e], а довгого — в носовий [o] (у графіці для нього збереглося написання ą). Носові голосні переднього і непереднього ряду могли чергуватися і в праслов'янській мові, колишнє чергування помітне в таких парах старослов'янських слів, як запрѧгати — сѫпрѫгъ, трѧсти — трѫсъ, мѧкъкъ — мѫка (пор. також укр. запрягати, супруга, супряга, трясти, трус, м'який, мука).
Існують і інші доводи правильності висновків Востокова. У старослов'янській мові з «малим юсом» можуть чергуватися сполучення простих голосних переднього ряду з сонорним приголосним -ен, -ин, -ьн (врѣмѧ — врѣмене, жѧти — жьнѫ), а з «великим» — сполучення із сонорним голосних непереднього ряду -он, -ъм (пѫто — опона, звѫкъ — звонъ, дѫти — дъмѫ).
В інших індоєвропейських мовах старослов'янському ѧ відповідає сполучення en, em, in або im, а літері ѫ — сполучення am, an, om, on, um, un: староцерк.-слов. гѫсь («гуска») — давн.в-нім. hans, староцерк.-слов. мѫжь — нім. Mann і санскр. मनुष्य, мануш'я, староцерк.-слов. пѧть — грец. πέντε, санскр. पञ्च, паньча і лит. penki, староцерк.-слов. рѫка — лит. ranka, староцерк.-слов. зѫбъ — грец. γόμφος («кілочок»), англ. comb («гребінець»), староцерк.-слов. пѫть («путь») — лат. pons, род. відм. pontis («міст»).
У слов'янських запозиченнях з германських і романських мов «юси» теж присутні на місці сполучень in, an, un у мові-джерелі: староцерк.-слов. пѣнѧзь, пѣнѩѕь («пінязь») — давн.в-нім. pfenning («пфеніг»), староцерк.-слов. кънѧзь — давн.в-нім. kuning, староцерк.-слов. хѫдогъ («митець», «художник») — гот. handungs, староцерк.-слов. ѫгринъ («угорець») — лат. Ungarus.
Це підтверджують і дані ранніх слов'янізмів у балтських і фіно-угорських мовах, де юсам відповідають сполучення en, am, an, un: староцерк.-слов. ѫда («вудка») — латис. unda, ест. und, староцерк.-слов. рѧдъ — угор. rend («порядок»), староцерк.-слов. голѫбь — угор. galamb.
Судячи з письмових пам'яток, східні слов'яни на XI ст. вже не мали носових. У старослов'янському письмі руського ізводу спостерігають змішування ѧ з іа і ѫ з у. Йотовані юси у Давній Русі теж практично не вживалися: замість ѩ писали ѧ або іа, замість Ѭ — «ю».
Носовий резонанс цих голосних у протоукраїнських говірках був утрачений найпізніше в середині Х ст., при чому носовий [о] змінився на [у] (дуб < дѫбъ), а носовий [е] — на [а] з пом'якшенням попереднього приголосного у південних говірках, а в більшості північних говірок — на [а] з пом'якшенням попереднього приголосного під наголосом, але на [е] без пом'якшення попереднього приголосного в ненаголошених складах (півд.-укр. десять, десятий, півн.-укр. десеть, десятий < десѧть, десѧтии). Оскільки в час запровадження письма на теренах України мова вже не мала носових голосних, юси в давніх пам'ятках уживано хаотично: юс великий усуміш з у, а юс малий усуміш з я. Вживання юса великого припинилося від середини ХІІІ ст.; під так званим другим південнослов'янським впливом його відновлено в XV — XVI ст., але з вимовою таки [у], як суто графічний варіант, і не надовго. Щодо юса малого, то він утримався на письмі аж до запровадження гражданки завдяки тому, що було встановлено правило писати я (точніше, йотоване а, ІА) на початку складу, а юс малий після приголосного, незалежно від того, чи походив ['a] від праслов'янського *ę, чи від *ja (десѧть, землѧ, але якъ, языкъ, моя). Сучасну кириличну літеру я, що стала використовуватись у гражданському шрифті замість цих двох літер, трактують і як графічний різновид йотованого а, і як похідну від курсивного варіанта малого юса.

## Малий юс

Рукописний малий юс

Малий юс мав накреслення Ѧ і передавав звук *ę (носовий [e]). У пам'ятках руського ізводу часто змішувався з літерою ꙗ.
У польській кирилиці (варіант «юсовиця») символ ѧ передавав носовий [e] і відповідав латинському ę («e з огонеком»).

## Великий юс
Великий юс мав накреслення Ѫ і передавав звук *ǫ (носовий [o]). У пам'ятках руського ізводу Ѫ зазвичай замінявся літерою «ук» чи «у».
У болгарській мові великий юс (болг. «голям юс», «голяма носовка», «широко ъ») існував до реформи 1946 року, хоча голосний до того часу вже давно перестав бути носовим. До 1910-х років також використовувався його йотований різновид — Ѭ, причому, над його і-подібною лівою частиною часто ставили таку ж крапку, як над літерою і.
У румунській кирилиці великий юс використовувався для позначення звука [ɨ]. Літера ы, що передає цей звук в інших кириличних абетках, була присутня і в румунській, але практично не використовувалася.
У польській кирилиці (варіант «юсовиця») символ ѫ передавав носовий [o] і відповідав латинському ą («a з огонеком»).

## Малий йотований юс
Малий йотований юс мав накреслення ѩ і являв собою лігатуру літер І і Ѧ. Передавав *ję — йотований звук *ę. Відомий лише в найдавніших пам'ятках. У руському ізводі замінявся ѧ або ꙗ.
У польській кирилиці (варіант «юсовиця») символ ѩ передавав йотований носовий [je] і відповідав латинським сполученням ję, ię.

## Великий йотований юс
Великий йотований юс йотований юс мав накреслення Ѭ і являв собою лігатуру літер І і Ѫ. Передавав *jǫ — йотований звук *ǫ. У руському ізводі замінявся на «ю».
У польській кирилиці (варіант «юсовиця») символ ѭ передавав йотований носовий [jo] і відповідав латинським сполученням ją, ią.

## Числове значення
Здебільшого вважається, що юси числового значення ні в кирилиці, ні в глаголиці не мають, хоча малий юс інколи використовувався для позначення числа 900 — з тієї причини, що він дещо схожий на архаїчну (відсутню в класичному грецькому алфавіті) давньогрецьку букву сампі (Ϡ), котра мала те ж числове значення.

## Юси вUnicode
| Літера | Код    |
| ------ | ------ |
| Ѧ      | U+0466 |
| ѧ      | U+0467 |
| Ѩ      | U+0468 |
| ѩ      | U+0469 |
| Ѫ      | U+0470 |
| ѫ      | U+0471 |
| Ѭ      | U+0472 |
| ѭ      | U+0473 |